# Tokimonsta
Tokimonsta, vlastním jménem Jennifer Lee, je americká hudebnice. Studovala na Kalifornské univerzitě v Irvine. Po podpisu smlouvy s vydavatelstvím Brainfeeder vydala roku 2010 své první album Midnight Menu. Roku 2012 vydala kolaborativní projekt s hudebnicí Suzi Analogue s názvem Boom. V roce 2015 produkovala EP You're Invited zpěvačky Gavin Turek. Dále spolupracovala například s Andersonem Paakem a Kool Keithem. Za své album Lune Rouge (2017) byla nominována na cenu Grammy.